# Packages from Planet X
Packages from Planet X (tạm dịch sang tiếng Việt: Chuyến giao hàng từ Hành tinh X) là một bộ phim hoạt hình do DHX Media Vancouver và hãng American Greetings sản xuất. Bộ phim được công chiếu trên Disney XD vào ngày 13 tháng 7 năm 2013, sau đó là Teletoon và Télétoon vào ngày 16 tháng 1 năm 2014 như một phần của dòng sản phẩm "Can't Miss Thursday". Bộ phim này kết thúc vào ngày 24 tháng 2 năm 2014.
Tại Việt Nam, loạt phim 26 tập được phát sóng trên kênh SAM - BTV11 và An Viên - BTV9 với tên gọi "Chuyến giao hàng từ Hành tinh X".

## Nhân vật

### Nhân vật chính
- Daniel Aloysius "Dan" Zembrosky (đóng bởi Vincent Tong) là cậu bé 16 tuổi thường đi chơi với những người bạn thân nhất của mình là Amanda và Troll. Kể từ khi bắt đầu nhận được các gói hàng, Dan đã đảm nhận một vai trò anh hùng nhỏ bé. Đã nhiều lần cậu sử dụng chúng để làm lợi thế cho mình trong cuộc sống hàng ngày của nhóm, nhưng cậu vẫn luôn vượt qua.
- Amanda Highborn (đóng bởi Britt Irvin) là thiên tài của nhóm do chú Rory của cô để lại cho cô một cuốn nhật ký kể cho cô nghe về các gói hàng và công dụng của chúng. Sự biến mất của chú đã khiến Amanda nghi ngờ về việc mọi người ở Iron Bay đều là người ngoài hành tinh và khiến cô quyết tâm tìm kiếm Rory. Tập "A Night at West Iron High" đã tiết lộ rằng Amanda sợ búp bê. Người ta biết rằng mẹ cô bị ám ảnh bởi giày và cố gắng biến cô thành một cô gái tham gia cuộc thi sắc đẹp. Cô ấy phải chịu trách nhiệm về việc CuRT bị hư hại và cảm thấy tội lỗi mỗi khi mắc lỗi.
- Troll Moko (đóng bởi Ty Olsson) là bạn thân nhất và là cánh tay phải của Dan. Giống như Dan, Troll thường hành động trước và đặt câu hỏi sau khi nói đến các gói hàng. Cậu luôn biết yêu quý thiên nhiên và các loài động vật, ngoại trừ gấu trúc (do một trong những tổ tiên của cậu là thợ săn gấu trúc). Bất chấp bệnh béo phì và sự thèm ăn của Troll, trong những trường hợp hiếm hoi, người ta cho thấy cậu là một đầu bếp giỏi, cậu rất khỏe mạnh và lực lưỡng một cách kỳ lạ.
- Corvis Copernicus/Leepthor (đóng bởi Brian Drummond) là nhân vật phản diện của loạt phim, người liên tục cố gắng lấy lại các gói hàng từ Dan, kén chọn mọi người trong Vịnh Sắt và chiếm lấy Trái đất dưới danh nghĩa Hành tinh X. Khi cậu lần đầu tiên đến hành tinh này, Leepthor đã chiếm lấy cơ thể của Copernicus và dùng cậu làm vỏ bọc để cậu không bị lộ. Người ta từng ám chỉ rằng Leepthor là đối thủ của Rory. Anh ấy tạm thời được đưa trở lại Hành tinh X trong phần cuối của mùa một, nhưng được đưa trở lại sứ mệnh nơi Trái Đất.
- Calimary (đóng bởi Tabitha St. Germain) là một con mực đột biến, là bạn đồng hành của Copernicus và là tạo vật đột biến đầu tiên của anh ta. Bất chấp việc thèm ăn cá chuối và có chút ngốc nghếch, Copernicus vẫn coi cô là người bạn thân nhất của mình. Calimary tạm thời hợp tác với Troll trong "Mission to Planet X" và cân nhắc việc gia nhập nhóm của Dan, nhưng Troll nhận thấy Copernicus cần cô hơn họ nên đã để Calimary quay lại phục vụ chủ nhân của mình.

### Các nhân vật khác
- CuRT
- Duane Zembrovsky (đóng bởi Colin Murdock).
- Bà Zembrovsky (đóng bởi Nicole Oliver) là mẹ của Dan.
- Terrance Buckshot (đóng bởi Kyle Rideout).
- Mr. Dooley (đóng bởi Michael Daingerfield).
- Overlord.
- Rory.
- Bà Highborn.
- Ông bà Moko là bố mẹ của Troll.

## Sản xuất
Ban đầu được lên kế hoạch làm một bộ phim truyện, ý tưởng của loạt phim này đến từ Jeff Harter sau vài tuần nghiên cứu và xem lại những gì ông thích khi còn là một đứa trẻ 10 tuổi: Khoa học viễn tưởng, truyện tranh, siêu anh hùng, robot, tàu không gian, người ngoài hành tinh, quái vật và bất cứ điều gì liên quan đến Không gian bên ngoài. Ý tưởng về nguồn gốc của các gói hàng trên Hành tinh X là một trong những quảng cáo đồ chơi mới lạ mà ông luôn chú ý đến.

## Ý kiến trái chiều
Bộ truyện nhận được sự đón nhận trái chiều. Joyce Slaton của Common Sense Media đã mô tả loạt phim này là một loạt phim hoạt hình có nhịp độ nhanh, tồi tệ, với "sự hài hước thô lỗ" và "tiện ích của người ngoài hành tinh" cùng với những yếu tố bạo lực trong phim hoạt hình. Cô lập luận thêm rằng một số trẻ nhỏ có thể bị "đe dọa hoặc bị kích thích quá mức trước tốc độ nhanh".

## Ý nghĩa
Mặc dù bị xem là nhanh, tồi tệ, nhưng mỗi tập phim của bộ phim hoạt hình này là những câu chuyện hài hước, vui nhộn, đầy ý nghĩa, sẻ chia những bài học sâu sắc về tình bạn trong sáng, tinh thần hợp tác, từ đó, hình thành đức tính tốt cho các khán giả nhỏ tuổi. Không chỉ vậy, bộ phim này còn khuyến khích những khán giả nhỏ tuổi đam mê khám phá, tìm hiểu và nghiên cứu khoa học.